# Charles Gravier
Charles Gravier, conte di Vergennes (Digione, 20 dicembre 1717 – Versailles, 13 febbraio 1787), è stato un politico e diplomatico francese, ricoprì anche l'incarico di ministro degli esteri del Regno di Francia.

## Biografia
Nato a Digione, in Francia, fu introdotto al mestiere della diplomazia da suo zio, Théodore Chevignard de Chavigny, sotto cui ottenne il suo primo incarico in Portogallo. Il suo successo nella difesa degli interessi francesi come rappresentante presso l'Elettorato di Treviri, nel 1750 e nei successivi anni, gli permisero di essere inviato nell'Impero ottomano nel 1755, prima come ministro plenipotenziario, quindi come ambasciatore. Nel 1768 fu richiamato in patria, apparentemente a causa del suo matrimonio con Anne Duvivier (1730-1798), ma in realtà poiché il duca di Choiseul non lo ritenne ancora abbastanza competente per provocare una guerra tra l'Impero ottomano e l'Impero russo. Dopo le dimissioni di Choiseul fu inviato in Svezia con l'incarico di aiutare il partito filo-francese degli Hats mediante denaro e consigli. Il colpo con cui Gustavo III rafforzò il suo potere (19 agosto 1772) fu il maggior successo diplomatico francese.
Con la salita al trono di Luigi XVI Gravier divenne ministro degli Esteri. La sua politica fu guidata dalla convinzione che il potere degli stati alla periferia europea, cioè Regno Unito e Impero russo, stava crescendo ed era necessario che diminuisse.
La sua rivalità con gli inglesi e il suo desiderio di vendicare i disastri della guerra dei sette anni, lo portarono a sostenere le Tredici colonie nella guerra d'indipendenza americana, in contrapposizione alla linea del ministro delle finanze, il marchese de Turgot, ostile alle idee repubblicane dei nascenti Stati Uniti. Gravier cercò, attraverso una serie di negoziati, di assicurarsi la "neutralità armata" degli stati del Nord Europa, infine effettuata da Caterina II; allo stesso tempo Gravier approvò l'appoggio di Pierre de Beaumarchais per l'assistenza segreta francese attraverso armi e volontari da inviare agli insorti. Nel 1777 informò il commissario delle Tredici colonie che la Francia riconosceva gli Stati Uniti d'America e desiderava stringere un'alleanza offensiva e difensiva con il nuovo stato. Gravier incoraggiò inoltre Luigi XVI a finanziare una spedizione in Indocina, che servì a gettare le fondamenta della creazione dell'Indocina francese nel secolo successivo.
Nella politica interna Gravier rimase un conservatore prendendo parte agli intrighi per rimuovere Jacques Necker, poiché lo considerava un pericoloso innovatore, un repubblicano, uno straniero e un protestante. Nel 1781 divenne capo del consiglio delle Finanze e, nel 1783, supportò la nomina di Charles Alexandre de Calonne a Contrôleur général des finances (cioè ministro delle Finanze). Gravier morì appena prima dell'Assemblée des notables del 1787, riunione che egli stesso aveva consigliato al re.

## Opere
- (FR) Mémoire historique et politique sur la Louisiane, 2ª ed., Parigi, 1802.